# Елефтеріос Пупакіс
Елефтеріос Пупакіс (грец. Ελευθέριος Πουπάκης, нар. 28 лютого 1946) — грецький футболіст, що грав на позиції воротаря.
Виступав, зокрема, за клуб «Олімпіакос», а також національну збірну Греції.
Чемпіон Греції. Володар Кубка Греції. 

## Клубна кар'єра
У дорослому футболі дебютував 1966 року виступами за команду клубу «Егалео», в якій провів вісім сезонів. 
Своєю грою за цю команду привернув увагу представників тренерського штабу клубу «Олімпіакос», до складу якого приєднався 1974 року. Відіграв за клуб з Пірея наступні п'ять сезонів своєї ігрової кар'єри. 1975 року виборов титул чемпіона Греції, ставав володарем Кубка Греції.
Згодом з 1979 по 1984 рік грав у складі команд клубів ОФІ, «Панатінаїкос» та «Олімпіакос».
Завершив професійну ігрову кар'єру у клубі «Аполлон Смірніс», за команду якого виступав протягом 1984—1986 років.

## Виступи за збірну
1971 року дебютував в офіційних матчах у складі національної збірної Греції. Протягом кар'єри у національній команді, яка тривала 11 років, був її резервним голкіпером і провів у формі головної команди країни 6 матчів, пропустивши 2 голи.
У складі збірної був учасником чемпіонату Європи 1980 року в Італії.

## Титули і досягнення
- Чемпіон Греції (1):

«Олімпіакос»:  1974-1975
- Володар Кубка Греції (1):

«Олімпіакос»:  1974-1975